# Bathsheba
Bathsheba is een vissersdorp in de parish Saint Joseph aan de oostkust van Barbados. De plaats telt volgen schattingen ongeveer 5.000 inwoners, maar werd niet meegenomen bij de laatste volkstelling. 
Er bevinden zich een aantal kerken, zoals de anglicaanse Saint-Josephkerk. Deze werd in 1640 op de Horse Hill gebouwd, maar werd verwoest tijdens een orkaan in 1831 en werd vervolgens in 1839 herbouwd. In 1837 werd nabij deze (latere) kerk het kapelletje Saint-Joseph gebouwd, die in 1904 werd gerenoveerd en gewijd aan de heilige Aiden na een aardverschuiving. 
Nabij de plaats bevinden zich het 'bloemenbos' ('Flower Forest') en de 'katoentoren' ('Cotton Tower'), waarvan de laatste een uitzicht biedt over het district Scotland. Aan de rand van de plaats bevindt zich 'Joe's River Tropical Rainforest', waar zich ongeveer 34,4 hectare bos en regenwoud bevindt met planten als Ficus, (zoals Ficus citrifolia), Cordyline australis en mahoniebomen. Op het strand van Bathsheba vinden jaarlijks lokale en internationale surfwedstrijden plaats.
Een bezienswaardigheid is de botanische tuin Andromeda Botanic Gardens.